# Chasmia parva
Chasmia parva är en tvåvingeart som först beskrevs av H. Oldroyd 1949.  Chasmia parva ingår i släktet Chasmia och familjen bromsar. Inga underarter finns listade i Catalogue of Life.